# Modern Two
Modern Two, tidligere Dean Gallery, i Edinburgh, er den ene af de to bygninger, der huser Scottish National Gallery of Modern Art, en af Skotlands nationale kunstgallerier. Den drives af National Galleries Scotland. Den anden del af museet ligger på den vestlige side af Belford Road og hedder Modern One. Bygningen åbnede i 1999 overfor Scottish National Gallery of Modern Art, og bygningen var blevet ombygget til galleri af arkitekten Terry Farrell  De to museer blev omdøbt til Modern Two og Modern One i 2011.
Omkring museet er en skulpturhave med forskellige skulpturer af moderne og avant-garde-kunstnere, inklusive Gate (1972) af William Turnbull, Two Lines up Excentric VI (1977) af George Rickey, La Vierge d'Alsace (1919–1921) af Emile-Antoine Bourdelle, There will be no Miracles Here (2007–2009) af Nathan Coley, Master of the Universe (1989) af Eduardo Paolozzi, Two Two-Way Mirrored Parallelograms Joined with One Side Balanced Spiral Welded Mesh (1996) af Dan Graham, Macduff Circle (2002) af Richard Long og Escaped Animals (2002) af Julian Opie.